# Амин, Фуад
Фуа́д Анва́р Ами́н (араб. فؤاد أنور أمين‎; англ. Fuad Anwar Amin; род. 13 октября 1972, Саудовская Аравия) — саудовский футболист, полузащитник сборной Саудовской Аравии и клубов «Аль-Шабаб» и «Аль-Наср» из Эр-Рияда, а также китайского клуба «Сычуань Цюаньсин Ланцзю». Участник чемпионата мира 1994 года и чемпионата мира 1998 года.

## Карьера

### Клубная
Профессиональную карьеру начал в 1991 году в клубе «Аль-Шабаб» из Эр-Рияда, в котором выступал до 1999 года, став за это время вместе с командой 2 раза чемпионом Саудовской Аравии, 3 раза обладателем Кубка наследного принца Саудовской Аравии, 2 раза обладателем Арабского кубка чемпионов, 1 победителем Арабского суперкубка, 2 раза обладателем Клубного кубка чемпионов Персидского залива и 2 раза финалистом Арабского кубка обладателей кубков. В 1999 году недолго выступал за китайский клуб «Сычуань Цюаньсин Ланцзю», сыграв за него 9 матчей и забив 1 мяч в ворота соперников, после чего вернулся в Эр-Рияд, но уже в «Аль-Наср», за который играл вплоть до завершения карьеры игрока в 2001 году, став за это время вместе с клубом финалистом Арабского кубка обладателей кубков и Арабского суперкубка в 2001 году, помимо этого, получил, в составе команды, приз Fair Play на Клубном чемпионате мира в 2000 году.

### В сборной
В составе главной национальной сборной Саудовской Аравии выступал с 1992 по 1998 год. Участник чемпионата мира 1994 года (на котором играл во всех матчах сборной, забил 2 гола в ворота соперников, чем помог команде выйти в 1/8 финала) и чемпионата мира 1998 года. В 1996 году, вместе с командой, стал обладателем Кубка Азии. Неоднократно выводил команду на поле в качестве её капитана.

## Достижения
- Обладатель Кубка Азии (1): 1996
- Чемпион Саудовской Аравии (2): 1991/92, 1992/93
- Обладатель Кубка наследного принца Саудовской Аравии (3): 1992/93, 1995/96, 1998/99
- Обладатель Арабского кубка чемпионов (2): 1992, 1999
- Обладатель Арабского суперкубка (1): 1995
- Обладатель Клубного кубка чемпионов Персидского залива (2): 1993, 1994
- Финалист Арабского кубка обладателей кубков (3): 1994/95, 1997/98, 2000/01
- Финалист Арабского суперкубка (1): 2001
- Приз Fair Play на Клубном чемпионате мира (1): 2000